# De terugkeer van een Sint-Antoniusbedevaart

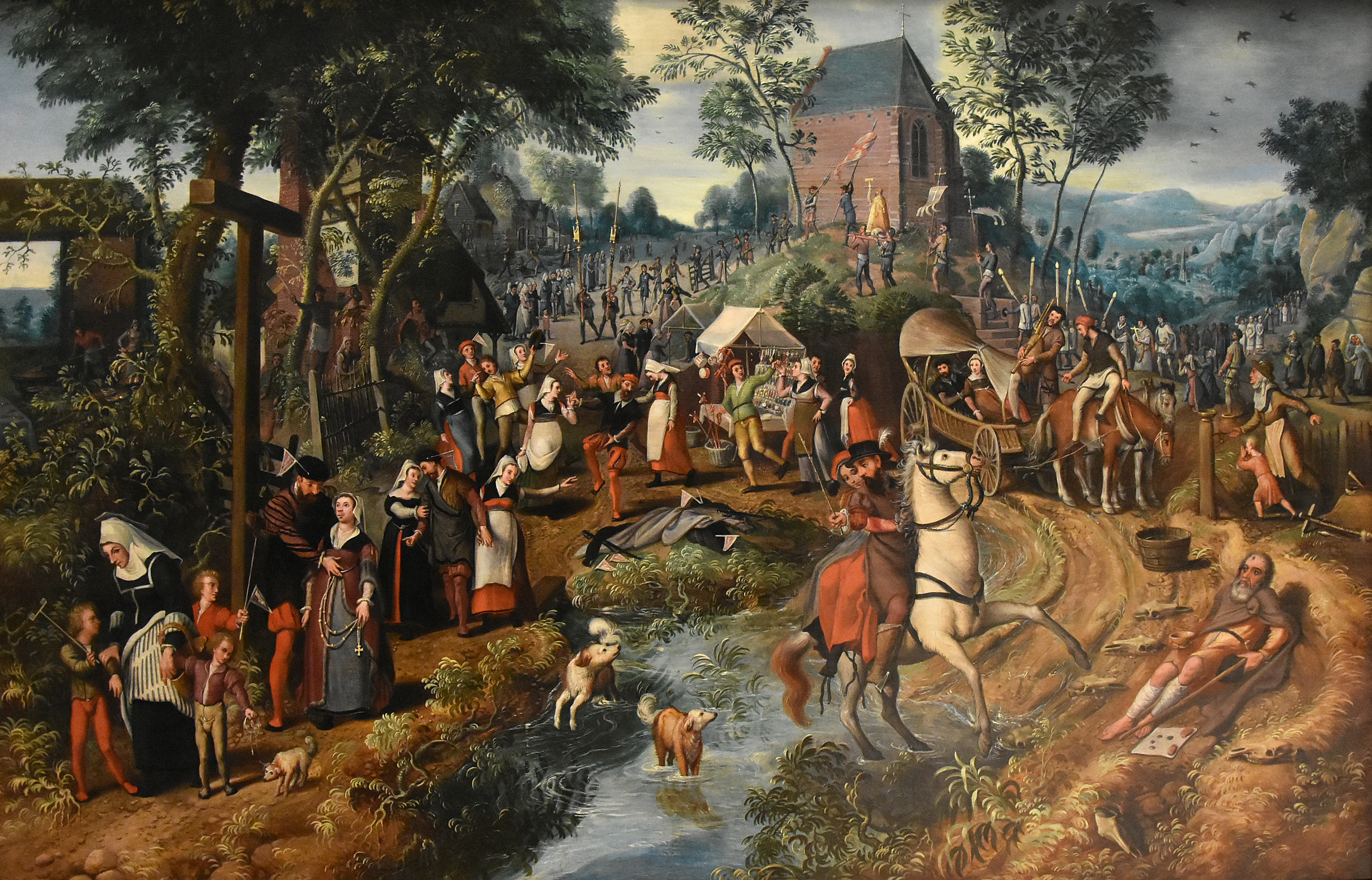
De terugkeer van een Sint-Antoniusbedevaart

De terugkeer van een Sint-Antoniusbedevaart is een schilderij van de kunstschilder Pieter Aertsen dat in het Oldmasters Museum te Brussel wordt bewaard. Aertsen schilderde het rond 1550.

## Achtergrond
Het onderwerp van het schilderij is een bedevaart ter ere van Antonius van Egypte, een populaire heilige in de zestiende eeuw. Hij wordt afgebeeld met een Tau-kruis en een varken. De processiegangers zijn antonieters en dragen zijn beeld mee waarop ook een varken is afgebeeld en links is het Tau-kruis te zien. Aertsen plaatste de verschillende chronologische etappes van de bedevaart binnen dezelfde ruimte.
De varkens van de antonieten waren heilige varkens die geslacht werden op bepaalde feestdagen. Het vlees werd verdeeld onder de armen maar volgens anderen maakte men er een geneesmiddel van om het zogenaamd Sint-Antoniusvuur of gordelroos mee te helen. Antonius wordt vaak afgebeeld met vuur aan zijn voeten. Rechts lig een gewonde bedelaar met een T-kruk, omringd door schedels die waarschijnlijk van varkens zijn. Leed hij aan gordelroos? Alleszins stierf Antonius van Padua aan het Sint-Antoniusvuur.